# 인천남촌초등학교
인천남촌초등학교는 대한민국 인천광역시 남동구에 있는 공립 초등학교이다.

## 학교 연혁
- 2001년 4월 18일 : 설립인가
- 2002년 3월 1일 : 인천남촌초등학교 개교
- 2002년 3월 12일 : 병설유치원 개원

## 참고 자료
- 인천남촌초등학교 - 한국교육학술정보원 학교알리미